# Haploplatytes moluccellus
Haploplatytes moluccellus är en fjärilsart som beskrevs av Stanislas Bleszynski 1966. Haploplatytes moluccellus ingår i släktet Haploplatytes och familjen Crambidae. Inga underarter finns listade i Catalogue of Life.